# Century Time Gems
 (mai 2023).
Century Time Gems Ltd est un fabricant suisse de montres de luxe.

## Historique
Century Time Gems Ltd a été créée par Hans-Ulrich Klingenberg, le 5 janvier 1966, premier jour ouvrable après l'abolition du « Statut Horloger » qui avait prohibé l'entrée de tout nouveau venu dans les affaires horlogères.
La société fut d'abord dénommée Vacuum Chronometer Corp., car elle manufacturait les  montres vacuum (vendues sous plusieurs marques horlogères réputées), de sa propre invention : l'air étant le vecteur à la fois de l'humidité, des impuretés et des variations de températures, soit de toutes les influences négatives à une tenue de l'heure chronométrique d'un mouvement automatique, Klingenberg avait inventé un système de boîtier de montre où un vide d'air de 80 % était créé et maintenu.
Poursuivant sa vision de la montre parfaite, par la suite, il développa sa montre en carbure de bore ainsi qu'en saphir (corindon).

## The Century Timepiece

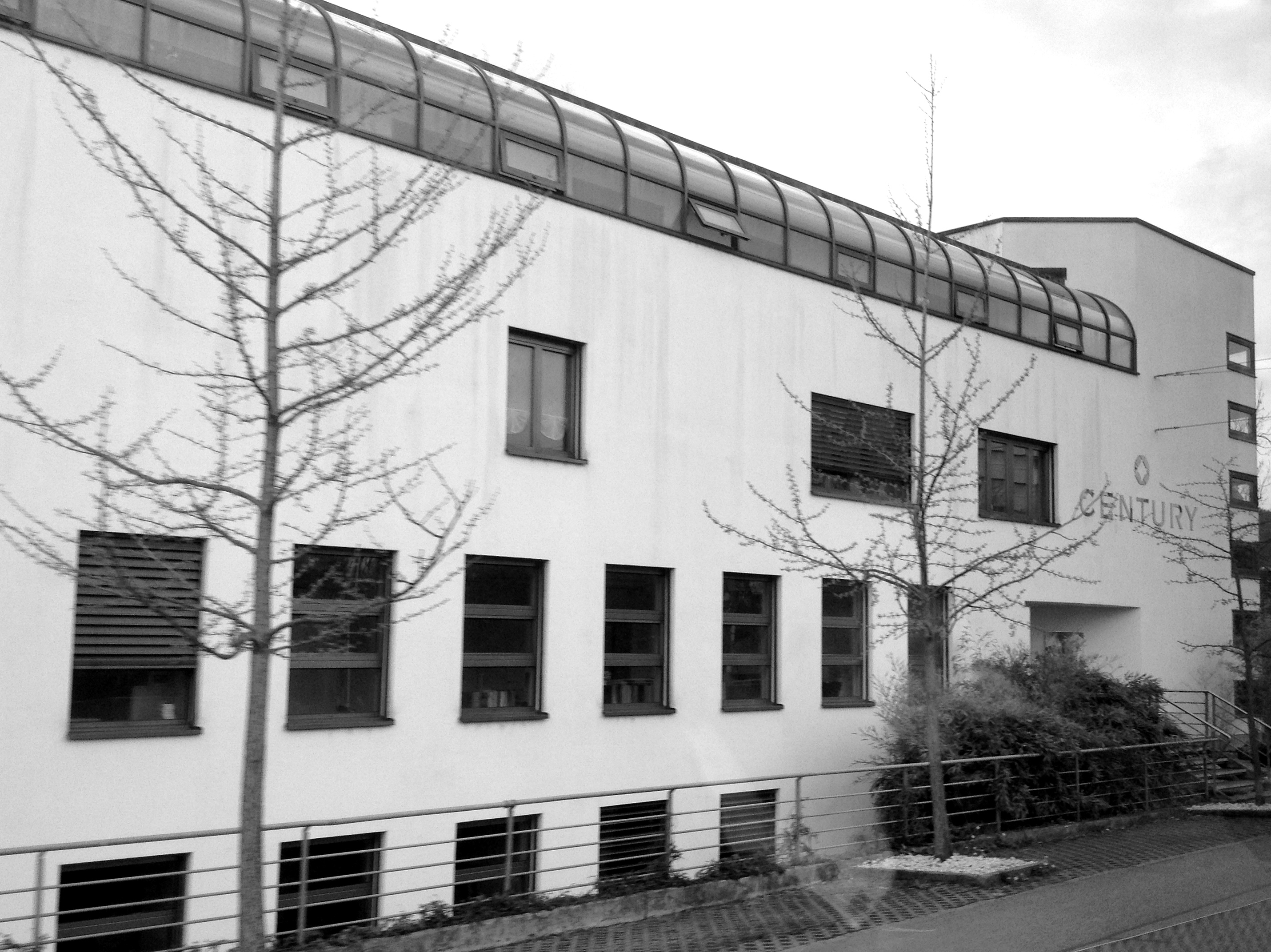
Vue partielle de la Fabrique Century, Nidau

L'avance des mouvements à Quartz fit régresser la vente de montres automatiques, vacuum ou pas. De moindre encombrement, les mouvements Quartz offrirent cependant à Klingenberg la possibilité de finalement réaliser son rêve, en créant un boîtier de montre monolithique, facetté à la poudre de diamant, sur la base d'un autre de ses brevets.
Afin de commercialiser ses nouveaux modèles de montres, Klingenberg choisit la marque « Century », car leur beauté devait pouvoir rester immuable pour plus d'un siècle. 
Située auparavant à Bienne, la société est établie actuellement dans la ville jumelle de Nidau, toujours en mains familiales, dirigée par l'un de ses fils.

## Sources
- Longines Century Vacuum
- Glycine Vacuum in 18ct Gold
- Waltham Vacuum: 1966
- Site web de Century Time Gems Ltd